# Domino (Malika Ayane)
| Recensione | Giudizio |
| ---------- | -------- |
| Rockol     | 7/10     |

Domino è il quinto album in studio della cantautrice italiana Malika Ayane, pubblicato il 21 settembre 2018 dalla Sugar Music. L'album arriva dopo tre anni dall'ultimo progetto discografico della cantautrice milanese, Naif.

## Significato
L'album prende il nome dal famoso gioco da tavolo, appunto il domino. La cantautrice ha spiegato che le piaceva la simbologia delle tessere che, se mescolate, creano sempre combinazioni diverse. Ugualmente le canzoni del disco vengono da lei paragonate alle tessere di un domino.

## Tracce
1. Nodi – 3:31 (testo: Malika Ayane – musica: Malika Ayane, Pacifico)
2. Questioni di forma – 3:03 (testo: Malika Ayane, Pacifico – musica: Malika Ayane, Pacifico)
3. Per abitudine – 4:45 (testo: Malika Ayane, Pacifico – musica: Axel Reinemer, Stefan Leisering)
4. Stracciabudella – 3:24 (testo: Malika Ayane – musica: Shridhar Solanki)
5. Imprendibile – 4:48 (testo: Malika Ayane – musica: Malika Ayane, Helen Boulding, Nikolai Bloch)
6. Non usciamo – 2:35 (testo: Malika Ayane, Pacifico – musica: Malika Ayane, Pacifico)
7. Quanto dura un'ora – 3:31 (testo: Malika Ayane – musica: Malika Ayane, Alessandra Flora)
8. Nobody knows – 3:09 (testo: Malika Ayane – musica: Axel Reinemer, Stefan Leisering, Malika Ayane)
9. Sogni tra i capelli – 4:12 (testo: Malika Ayane – musica: Malika Ayane, Helen Boulding, Nikolai Bloch)
10. Vestito da domenica – 4:56 (testo: Malika Ayane, Pacifico – musica: Malika Ayane, Pacifico)

## Tour
| Domino Tour 2018 | Domino Tour 2018         | Domino Tour 2018              |
| ---------------- | ------------------------ | ----------------------------- |
| 26 ottobre       | Mosciano di sant'Angelo  | Pin Up                        |
| 4 novembre       | San Benedetto del Tronto | PalaRiviera                   |
| 6 novembre       | Genova                   | Teatro Politeama Genovese     |
| 7 novembre       | Genova                   | Bangarang                     |
| 11 novembre      | Venaria Reale            | Teatro Della Concordia        |
| 12 novembre      | Torino                   | Teatro Colosseo               |
| 18 novembre      | Roma                     | Auditorium Parco della Musica |
| 19 novembre      | Roma                     | Monk                          |
| 22 novembre      | Napoli                   | Dual Beat                     |
| 28 novembre      | Firenze                  | Tenax                         |
| 29 novembre      | Firenze                  | Teatro Verdi                  |
| 4 dicembre       | Milano                   | Teatro degli Arcimboldi       |
| 5 dicembre       | Milano                   | Magazzini Generali            |
| 7 dicembre       | Ravenna                  | Teatro Dante Alighieri        |
| 8 dicembre       | Cesena                   | Vidia Club                    |
| 10 dicembre      | Ancona                   | Teatro Delle Muse             |
| 11 dicembre      | Senigallia               | Mamamia                       |
| 13 dicembre      | Assisi                   | Teatro Lyrick                 |
| 14 dicembre      | Perugia                  | Urban Club                    |
| 15 dicembre      | Bologna                  | Teatro Estragon               |
| 17 dicembre      | Bologna                  | Teatro Europauditorium        |

| Domino Tour 2019 | Domino Tour 2019 | Domino Tour 2019               |
| ---------------- | ---------------- | ------------------------------ |
| 16 gennaio       | Bari             | Teatro Team                    |
| 18 gennaio       | Modugno          | New Demodé Club                |
| 20 gennaio       | Lecce            | Politeama Greco                |
| 23 gennaio       | Catania          | Teatro Metropolitan            |
| 24 gennaio       | Palermo          | Teatro Golden                  |
| 1 febbraio       | Varese           | Teatro Openjobmetis            |
| 2 febbraio       | Trento           | Sanbapolis                     |
| 3 febbraio       | Trento           | Auditorium Santa Chiara        |
| 4 febbraio       | Udine            | Teatro Nuovo Giovanni da Udine |
| 8 febbraio       | Brescia          | Lattepiù                       |
| 9 febbraio       | Brescia          | Dis-Play                       |
| 14 febbraio      | Padova           | Gran Teatro Geox               |
| 15 febbraio      | Roncade          | New Age Club                   |
| 16 febbraio      | Reggio Emilia    | Teatro Romolo Valli            |
| 17 febbraio      | Taneto           | Circolo Arci Fuori Orario      |
| 23 febbraio      | Chiasso          | Teatro Di Chiasso              |

| Domino En Plein Air Tour | Domino En Plein Air Tour | Domino En Plein Air Tour      |
| Data (2019)              | Città                    | Sede                          |
| ------------------------ | ------------------------ | ----------------------------- |
| 27 giugno                | Crema                    | CremArena                     |
| 13 luglio                | Champorcher              | Festival Musicastelle Outdoor |
| 20 luglio                | Aiello del Friuli        | Palmanova Outlet Village      |
| 27 luglio                | Siddi                    | Tomba dei Giganti             |
| 18 agosto                | Cirella di Diamante      | Teatro dei Ruderi             |
| 21 agosto                | Forte dei Marmi          | Villa Bertelli                |
| 2 settembre              | Milano                   | Pac Milano                    |
| 15 settembre             | San Martino di Castrozza | Villa Welsperg                |
| 16 settembre             | Lanciano                 | Piazza del Plebiscito         |

## Classifiche
| Classifica (2018) | Posizione massima |
| ----------------- | ----------------- |
| Italia            | 10                |